# About a Girl (singel Nirvany)
About a Girl – utwór amerykańskiego zespołu grungowego Nirvana. Wersja akustyczna wydana została na singlu promującym album MTV Unplugged in New York. Wcześniej utwór znalazł się na albumie Bleach. Słowa utworu mówią o dziewczynie Kurta Cobaina, Tracy Marander. Cobain przyznał w jednym z wywiadów, że przed napisaniem „About a Girl” cały dzień słuchał zespołu The Beatles. Jest to pierwszy tak melodyjny i spokojny utwór Nirvany. Wyróżnia się tym od ostrych punkowych utworów z Bleach. Utwór znalazł się w wersji live na stronie B singla Sliver.

## Lista utworów
1. „About A Girl” (Cobain)
2. „Something In The Way” (Cobain)

## Miejsca na listach utworów
| Rok  | Singel       | Lista                             | Pozycja |
| ---- | ------------ | --------------------------------- | ------- |
| 1994 | About A Girl | Modern Rock Tracks (US)           | No. 1   |
| 1994 | About A Girl | Mainstream Rock Tracks (US)       | No. 3   |
| 1994 | About A Girl | Official Australian Singles Chart | No. 4   |
| 1994 | About A Girl | Official Finland Singles Chart    | No. 8   |
| 1994 | About A Girl | Official Belgium Singles Chart    | No. 13  |
| 1994 | About A Girl | Official Sweden Singles Chart     | No. 20  |
| 1994 | About A Girl | Official Italian Singles Chart    | No. 20  |
| 1994 | About A Girl | Official Holland Singles Chart    | No. 22  |
| 1994 | About A Girl | Official French Singles Chart     | No. 23  |
| 1994 | About A Girl | Finland Mitä hittiä Chart         | No. 7   |
| 1994 | About A Girl | Tripple J Hottest 100 (Australia) | No. 7   |
| 1994 | About A Girl | Latvian Airplay Charts            | No. 4   |
| 1994 | About A Girl | Polish Airplay Charts             | No. 3   |
| 1994 | About A Girl | Slovakian Airplay Charts          | No. 7   |
| 1993 | About A Girl | French Airplay Chart              | No. 9   |
| 1994 | About A Girl | Canadian National Airplay Charts  | No. 9   |
| 1994 | About A Girl | Top 40 Mainstream (US)            | No. 29  |

## Covery
1. Cibo Matto
2. Foo Fighters